# Rally Costa Brava de 2005
El Rally Costa Brava de 2005, fue la 53.ª edición y se celebró del 20 al 21 de octubre. La prueba se recuperó tras 18 años de ausencia debido a que desde 1988 se había disputado como Rally Cataluña-Costa Brava tras la fusión con el Rally Cataluña. Debido a esto a la edición de 2005 se le consideró la edición 53, al tener en cuenta las 17 ediciones disputadas entre 1988 y 2004 como Cataluña-Costa Brava. Fue preinscripción para el Campeonato de España de Rally puntuabilidad que consiguió al año siguiente.

## Clasificación final
| Pos. | Piloto               | Copiloto        | Coche              | Tiempo    | Diff.   |
| ---- | -------------------- | --------------- | ------------------ | --------- | ------- |
| 1.   | Josep María Membrado | Jordi Vilamala  | Renault Clio S1600 | 1:47:09.0 | 0.0     |
| 2.   | Jordi Zurita         | Daniel Cué      | Ford Escort WRC    | 1:49:17.2 | +2:08.2 |
| 3.   | Enrique García Ojeda | Jordi Barrabés  | Peugeot 206 RC     | 1:49:24.3 | +2:15.3 |
| 4.   | Joan Olle            | Ramón Izquierdo | Seat Córdoba WRC   | 1:50:14.7 | +3:05.7 |
| 5.   | Joan Vinyes          | Xavier Lorza    | Peugeot 206 GTi    | 1:51:03.2 | +3:54.2 |
| 6.   | Dani Balasch         | Manel Muñoz     | Citroën C2 GT      | 1:51:59.1 | +4:50.1 |
| 7.   | Marc Labarta         | Marc Palahi     | Peugeot 205 Rallye | 1:52:58.8 | +5:49.8 |
| 8.   | Alberto Monarri      | Rogelio Peñate  | Citroën C2 GT      | 1:53:24.7 | +6:15.7 |
| 9.   | Eduard García        | Joan Castillo   | Citroën C2 GT      | 1:53:24.8 | +6:15.8 |
| 10.  | César González Raba  | Maria Vial      | Citroën C2 GT      | 1:53:46.6 | +6:37.6 |